# Eilhard Alfred Mitscherlich
Eilhard Alfred Mitscherlich (ur. 29 sierpnia 1874 w Berlinie, zm. 3 lutego 1956 w Paulinenaue) – niemiecki chemik rolny i fizjolog roślin.

## Życiorys
Jego dziadek Eilhard Mitscherlich był profesorem chemii na Uniwersytecie Berlińskim, ojciec, Alfred Mitscherlich, był lekarzem, profesorem chirurgii. Jego dziadek ze strony matki, Carl Ackermann, był właścicielem pięciu dużych majątków ziemskich w Kurmarku i na Dolnym Śląsku. Studia odbył na Uniwersytecie w Kilonii i na Uniwersytecie Rolniczym w Berlinie uzyskując 11 marca 1898 doktorat w Kilonii na podstawie rozprawy z zakresu fizyki gleby. Po uzyskaniu 8 marca 1901 habilitacji był privatdozentem na Uniwersytecie w Kilonii prowadząc wykłady z zakresu zarządzania rolnictwem. Prowadził badania głównie z zakresu gleboznawstwa, fizjologii i uprawy roślin. Odkrył prawo działania czynników wzrostu roślin. W latach 1906–1941 był profesorem produkcji roślinnej na Uniwersytecie w Królewcu, będąc również w roku akademickim 1915-1916 i w latach 1930–1932 rektorem uczelni. W 1946 został profesorem inżynierii kulturowej na Uniwersytecie Humboldtów w Berlinie.
W 1948 r. otrzymał doktorat honoris causa Wydziału Rolnictwa Uniwersytetu w Kilonii, w 1949 Nagrodę Państwową 1. klasy, w 1951 doktorat honoris causa Uniwersytetu w Gießen, a w 1954 doktorat honoris causa Wydziału Rolnictwa i Ogrodnictwa Uniwersytetu w Berlinie.